# Kiko
Francisco Miguel Narváez Machón (Jerez de la Frontera, 26. travnja 1972.), poznatiji kao Kiko, bivši je španjolski nogometaš i reprezentativac. Robusni napadač je proveo gotovo cijelu profesionalnu karijeru u redovima madridskog Atlética.

## Klupska karijera
Profesionalnu je karijeru započeo u Cádizu, zabilježivši 14. travnja 1991. prvi nastup u La Ligi, u domaćem porazu 2:3 od Athletic Bilbaa. Unatoč malom broju nastupa te sezone, Kiko je bio jedan od najzaslužnijih za očuvanje prvoligaškog statusa Cádiza: u ključnoj utakmici 9. lipnja protiv Zaragoze, postigao je gol i izborio jedanaesterac.
Nakon što je Cádiz ipak ispao iz Primere na kraju sezone 1992./93., Kiko je, zajedno s klupskim kolegom Joséom Marijom Quevedom prešao u Atlético Madrid, gdje je postao jedan od simbola kluba tijekom 1990-ih. Bio je jedan od ključnih igrača Atléticove povijesne duple krune u sezoni 1995./96.
Nakon nogometne karijere, koju je završio u Extremaduri 2002. godine, Kiko radi kao sukomentator na španjolskoj televiziji.

## Reprezentacija
Kiko je za Španjolsku nastupio 26 puta i postigao pet pogodaka. Debitirao je na Olimpijskim igrama u Barceloni, gdje je osvojio zlatnu medalju, a bio je strijelac pobjedonosnog pogotka protiv Poljske u finalu. Za "A" selekciju je debitirao 16. prosinca 1992., protiv Latvije.
Kiko je bio sudionik Eura 1996. i SP-a 1998.

## Trofeji

### Klub
- Atlético Madrid:
  - La Liga: 1995./96.
  - Copa del Rey: 1995./96.

### Reprezentacija
- Španjolska:
  - Olimpijske igre: 1992.

## Vanjske poveznice
- Statistika u reprezentaciji  Arhivirana inačica izvorne stranice od 29. veljače 2012. (Wayback Machine) (šp.)